# Stenodyneriellus
Stenodyneriellus är ett släkte av steklar. Stenodyneriellus ingår i familjen Eumenidae.

## Dottertaxa tillStenodyneriellus, i alfabetisk ordning[1]
- Stenodyneriellus apicatimimus
- Stenodyneriellus arnemlandicus
- Stenodyneriellus bannensis
- Stenodyneriellus bicoloratus
- Stenodyneriellus birostratus
- Stenodyneriellus bistrigatus
- Stenodyneriellus boholensis
- Stenodyneriellus brisbanensis
- Stenodyneriellus carinicollis
- Stenodyneriellus carnarvonensis
- Stenodyneriellus celebensis
- Stenodyneriellus cilicioides
- Stenodyneriellus cilicius
- Stenodyneriellus clypearis
- Stenodyneriellus convexus
- Stenodyneriellus darnleyensis
- Stenodyneriellus duplostrigatus
- Stenodyneriellus facilis
- Stenodyneriellus fistulosus
- Stenodyneriellus flaviventris
- Stenodyneriellus flavobalteatus
- Stenodyneriellus flavoclypeatus
- Stenodyneriellus guttulatus
- Stenodyneriellus heterospilus
- Stenodyneriellus hewittii
- Stenodyneriellus indicus
- Stenodyneriellus insularis
- Stenodyneriellus iriensis
- Stenodyneriellus laevis
- Stenodyneriellus lepidus
- Stenodyneriellus longithorax
- Stenodyneriellus montanus
- Stenodyneriellus multimaculatus
- Stenodyneriellus multipictus
- Stenodyneriellus nigriculus
- Stenodyneriellus nitidus
- Stenodyneriellus nititissimus
- Stenodyneriellus novempunctatus
- Stenodyneriellus octolineatus
- Stenodyneriellus perpunctatus
- Stenodyneriellus plurinotatus
- Stenodyneriellus praeclusus
- Stenodyneriellus pseudancistrocerus
- Stenodyneriellus pseudoplanus
- Stenodyneriellus punctatissimus
- Stenodyneriellus punctulatus
- Stenodyneriellus rubroclypeatus
- Stenodyneriellus rufinodus
- Stenodyneriellus sequestratus
- Stenodyneriellus soikai
- Stenodyneriellus spinosiusculus
- Stenodyneriellus sublamellatus
- Stenodyneriellus tegularis
- Stenodyneriellus tricoloratus
- Stenodyneriellus trimaculatus
- Stenodyneriellus turneriellus
- Stenodyneriellus unipunctatus
- Stenodyneriellus wickwari
- Stenodyneriellus yanchepensis